# Ponad Piekło Przełączka
Ponad Piekło Przełączka (słow. Ponad Peklo zárez) – wybitna przełęcz w słowackiej części Tatr Wysokich, położona w środkowym odcinku Jagnięcej Grani – północno-zachodniej grani Jagnięcego Szczytu. Oddziela Ponad Piekło Basztę na południowym wschodzie od najbliższego wierzchołka Skoruszowej Kopy – Wielkiej Skoruszowej Kopy – na północnym zachodzie.
Południowo-zachodnie stoki Jagnięcej Grani opadają tu do Doliny Kołowej, natomiast północno-wschodnie – do Jagnięcego Kotła w Dolinie Skoruszowej. W stronę Doliny Kołowej zbiega trawiaste zbocze poprzetykane urwistymi skałkami. Do Jagnięcego Kotła spada szeroka depresja zwężająca się w dolnej części.
Podobnie jak cała Jagnięca Grań, Ponad Piekło Przełączka jest niedostępna dla turystów i taterników – wspinaczka obecnie jest tutaj zabroniona. Najdogodniejsze drogi na przełęcz prowadzą granią z obu stron.
Pierwsze wejścia miały miejsca przy pierwszych przejściach Jagnięcej Grani.
Forma nazwy przełęczy pochodzi z gwary podhalańskiej.